# Hans-Gert Pöttering
Hans-Gert Pöttering (n. 15 de septiembre de 1945) es un político alemán del ámbito de la Unión Europea, miembro del Partido Popular Europeo por la Unión Demócrata Cristiana de Alemania (CDU).
Ha sido diputado europeo durante seis legistaturas continuas. Se le considera como cercano a la Canciller de Alemania Angela Merkel. Fue presidente del Parlamento Europeo durante el periodo 2007-2009.
Pöttering ha sido galardonado con la Medalla Robert Schuman.

## Biografía
Nació en Baja Sajonia, Pöttering no conoció a su padre, un soldado de la Wehrmacht que murió en combate durante las últimas semanas de la Segunda Guerra Mundial. Inicialmente dado por desaparecido Hans-Gert espero durante su infancia el regreso de su padre hasta que su muerte fue confirmada en 1955.
Poettering realizó estudios de Derecho y ciencias políticas en las universidades de Bonn y Ginebra.
Es católico, padre de dos hijos y vive cerca de Osnabrück.

## Trayectoria política
1979: Es elegido como diputado al Parlamento Europeo (PE).
1999: Es nombrado presidente del grupo del Partido Popular Europeo en el PE, así como miembro de la Presidencia y de la Mesa de la CDU.

### Presidencia del Parlamento Europeo
Cronología
2007
Enero: Poettering es elegido Presidente del Parlamento Europeo
Febrero: En Estrasburgo Poettering presenta su programa de trabajo. Propuso crear un Museo de historia de la Unión Europea y un galardón para premiar el compromiso de los jóvenes con la idea europea.